# Collegio elettorale di Recco (Regno di Sardegna)
Il collegio elettorale di Recco è stato un collegio elettorale uninominale del Regno di Sardegna, uno dei collegi della provincia di Genova.
Fu istituito con il Regio editto del 17 marzo 1848 e comprendeva il mandamento di Recco e quello di Nervi.
Con la riforma prevista dalla legge 3778 del 1859, il collegio non ebbe sostanziali variazioni.
In seguito all'unità d'Italia il territorio divenne parte dell'omonimo collegio del Regno d'Italia.

## Dati elettorali
Nel collegio si svolsero votazioni per sette legislature.

### I legislatura
Le votazioni si svolsero in 222 collegi uninominali a doppio turno. Come previsto dal decreto n. 680 del 17 marzo 1848, era eletto al primo turno il candidato che «riunisce in suo favore più del terzo dei voti del total numero dei membri componenti il collegio e più della metà dei suffragi dati dai votanti presenti all'adunanza» (art. 92). Se nessun candidato era eletto, al ballottaggio tra i due candidati con più voti era eletto chi otteneva il maggior numero di voti (art. 93) o, in caso di ugual numero di voti, il maggiore d'età (art. 94).
| Partito                            | Partito                            | Candidato                          | Risultati 27 aprile 1848 | Risultati 27 aprile 1848 |
| Partito                            | Partito                            | Candidato                          | Voti                     | %                        |
| ---------------------------------- | ---------------------------------- | ---------------------------------- | ------------------------ | ------------------------ |
|                                    | —                                  | Nicolò Maggioncalda                | 185                      | 71,15                    |
|                                    | —                                  | Giuliano Bollo                     | 75                       | 28,85                    |
|                                    |                                    |                                    |                          |                          |
| Iscritti                           | Iscritti                           | Iscritti                           | 523                      | 100,00                   |
| ↳ Votanti (% su iscritti)          | ↳ Votanti (% su iscritti)          | ↳ Votanti (% su iscritti)          | 295                      | 56,41                    |
| ↳ Voti validi (% su votanti)       | ↳ Voti validi (% su votanti)       | ↳ Voti validi (% su votanti)       | 260                      | 88,14                    |
| ↳ Schede non valide (% su votanti) | ↳ Schede non valide (% su votanti) | ↳ Schede non valide (% su votanti) | 35                       | 11,86                    |
| ↳ Astenuti (% su iscritti)         | ↳ Astenuti (% su iscritti)         | ↳ Astenuti (% su iscritti)         | 228                      | 43,59                    |

L'onorevole Maggioncalda si dimise il 17 ottobre 1848. Il collegio fu riconvocato.
| Partito                            | Partito                            | Candidato                          | Primo turno 31 ottobre 1848 | Primo turno 31 ottobre 1848 | Ballottaggio 1º novembre 1848 | Ballottaggio 1º novembre 1848 |
| Partito                            | Partito                            | Candidato                          | Voti                        | %                           | Voti                          | %                             |
| ---------------------------------- | ---------------------------------- | ---------------------------------- | --------------------------- | --------------------------- | ----------------------------- | ----------------------------- |
|                                    | —                                  | Costantino Reta                    | 88                          | 86,27                       | 68                            | 70,83                         |
|                                    | —                                  | Pietro Massone                     | 14                          | 13,73                       | 28                            | 29,17                         |
|                                    |                                    |                                    |                             |                             |                               |                               |
| Iscritti                           | Iscritti                           | Iscritti                           | 523                         | 100,00                      | 523                           | 100,00                        |
| ↳ Votanti (% su iscritti)          | ↳ Votanti (% su iscritti)          | ↳ Votanti (% su iscritti)          | 106                         | 20,27                       | 96                            | 18,36                         |
| ↳ Voti validi (% su votanti)       | ↳ Voti validi (% su votanti)       | ↳ Voti validi (% su votanti)       | 102                         | 96,23                       | 96                            | 100,00                        |
| ↳ Schede non valide (% su votanti) | ↳ Schede non valide (% su votanti) | ↳ Schede non valide (% su votanti) | 4                           | 3,77                        | 0                             | 0,00                          |
| ↳ Astenuti (% su iscritti)         | ↳ Astenuti (% su iscritti)         | ↳ Astenuti (% su iscritti)         | 417                         | 79,73                       | 427                           | 81,64                         |

L'elezione fu annullata il 13 novembre 1848 "per vizio di procedura. — Nella seconda sezione, nella votazione di ballottaggio si procedette al secondo appello degli elettori e si inserì nel verbale a quale dei due candidati un elettore aveva dato il voto". Il collegio fu riconvocato. 
L'elezione suppletiva, prevista per il 30 novembre 1848,  "non ebbe luogo per la mancata pubblicazione nel Collegio del Decreto di convocazione". La Camera nella tornata del 7 dicembre 1848 affrontò la discussione al riguardo.
Il collegio non fu riconvocato per il sopravvenuto scioglimento della Camera.

### II legislatura
Le votazioni si svolsero in 222 collegi uninominali a doppio turno con la stessa normativa precedente (al primo turno un numero di voti maggiore di un terzo degli iscritti).
| Partito                            | Partito                            | Candidato                          | Primo turno 22 gennaio 1849 | Primo turno 22 gennaio 1849 | Ballottaggio 23 gennaio 1849 | Ballottaggio 23 gennaio 1849 |
| Partito                            | Partito                            | Candidato                          | Voti                        | %                           | Voti                         | %                            |
| ---------------------------------- | ---------------------------------- | ---------------------------------- | --------------------------- | --------------------------- | ---------------------------- | ---------------------------- |
|                                    | —                                  | Edoardo Reta                       | 83                          | 73,45                       | 92                           | 92,93                        |
|                                    | —                                  | Ignazio Thaon di Revel             | 30                          | 26,55                       | 7                            | 7,07                         |
|                                    |                                    |                                    |                             |                             |                              |                              |
| Iscritti                           | Iscritti                           | Iscritti                           | 525                         | 100,00                      | 525                          | 100,00                       |
| ↳ Votanti (% su iscritti)          | ↳ Votanti (% su iscritti)          | ↳ Votanti (% su iscritti)          | 295                         | 56,19                       | 100                          | 19,05                        |
| ↳ Voti validi (% su votanti)       | ↳ Voti validi (% su votanti)       | ↳ Voti validi (% su votanti)       | 113                         | 38,31                       | 99                           | 99,00                        |
| ↳ Schede non valide (% su votanti) | ↳ Schede non valide (% su votanti) | ↳ Schede non valide (% su votanti) | 182                         | 61,69                       | 1                            | 1,00                         |
| ↳ Astenuti (% su iscritti)         | ↳ Astenuti (% su iscritti)         | ↳ Astenuti (% su iscritti)         | 230                         | 43,81                       | 425                          | 80,95                        |

L'elezione fu annullata il 5 febbraio 1849 per irregolarità occorse nella prima votazione. "Un individuo, non elettore, depose la scheda nell'urna. L'ufficio allora annullò la votazione seguita, abbruciò le schede già deposte e rinnovò la votazione quando già molti elettori, di Comuni limitrofi, eransi allontanati da Recco. Per questo fatto che privò molti elettori del loro diritto, la Camera annullò l'elezione". Il collegio fu riconvocato.
| Partito                            | Partito                            | Candidato                          | Primo turno 20 marzo 1849 | Primo turno 20 marzo 1849 | Ballottaggio 21 marzo 1849 | Ballottaggio 21 marzo 1849 |
| Partito                            | Partito                            | Candidato                          | Voti                      | %                         | Voti                       | %                          |
| ---------------------------------- | ---------------------------------- | ---------------------------------- | ------------------------- | ------------------------- | -------------------------- | -------------------------- |
|                                    | —                                  | Edoardo Reta                       | 78                        | 47,56                     | 98                         | 51,58                      |
|                                    | —                                  | Pietro Rossi                       | 86                        | 52,44                     | 92                         | 48,42                      |
|                                    |                                    |                                    |                           |                           |                            |                            |
| Iscritti                           | Iscritti                           | Iscritti                           | 525                       | 100,00                    | 525                        | 100,00                     |
| ↳ Votanti (% su iscritti)          | ↳ Votanti (% su iscritti)          | ↳ Votanti (% su iscritti)          | 188                       | 35,81                     | 190                        | 36,19                      |
| ↳ Voti validi (% su votanti)       | ↳ Voti validi (% su votanti)       | ↳ Voti validi (% su votanti)       | 164                       | 87,23                     | 190                        | 100,00                     |
| ↳ Schede non valide (% su votanti) | ↳ Schede non valide (% su votanti) | ↳ Schede non valide (% su votanti) | 24                        | 12,77                     | 0                          | 0,00                       |
| ↳ Astenuti (% su iscritti)         | ↳ Astenuti (% su iscritti)         | ↳ Astenuti (% su iscritti)         | 337                       | 64,19                     | 335                        | 63,81                      |

### III legislatura
Le votazioni si svolsero in 204 collegi uninominali a doppio turno con la normativa del 1848 (al primo turno un numero di voti maggiore di un terzo degli iscritti).
| Partito                            | Partito                            | Candidato                          | Primo turno 15 luglio 1849 | Primo turno 15 luglio 1849 | Ballottaggio 22 luglio 1849 | Ballottaggio 22 luglio 1849 |
| Partito                            | Partito                            | Candidato                          | Voti                       | %                          | Voti                        | %                           |
| ---------------------------------- | ---------------------------------- | ---------------------------------- | -------------------------- | -------------------------- | --------------------------- | --------------------------- |
|                                    | —                                  | Pietro Rossi                       | 11                         | 15,94                      | 150                         | 67,26                       |
|                                    | —                                  | Edoardo Reta                       | 58                         | 84,06                      | 73                          | 32,74                       |
|                                    |                                    |                                    |                            |                            |                             |                             |
| Iscritti                           | Iscritti                           | Iscritti                           | 593                        | 100,00                     | 593                         | 100,00                      |
| ↳ Votanti (% su iscritti)          | ↳ Votanti (% su iscritti)          | ↳ Votanti (% su iscritti)          | 219                        | 36,93                      | 247                         | 41,65                       |
| ↳ Voti validi (% su votanti)       | ↳ Voti validi (% su votanti)       | ↳ Voti validi (% su votanti)       | 69                         | 31,51                      | 223                         | 90,28                       |
| ↳ Schede non valide (% su votanti) | ↳ Schede non valide (% su votanti) | ↳ Schede non valide (% su votanti) | 150                        | 68,49                      | 24                          | 9,72                        |
| ↳ Astenuti (% su iscritti)         | ↳ Astenuti (% su iscritti)         | ↳ Astenuti (% su iscritti)         | 374                        | 63,07                      | 346                         | 58,35                       |

L'elezione fu annullata il 4 agosto 1849 per incompatibilità d’impiego. "E siccome erano pervenute proteste circa la regolarità delle liste elettorali (erano inscritti individui che non avevano il censo richiesto) e circa pressioni e corruzioni e intervento di forza pubblica nella sala elettorale, la Camera deliberò un'inchiesta su questi fatti denunziati nelle proteste. Nella tornata del 4 ottobre fu data lettura alla Camera delle conclusioni dell'inchiesta". Il collegio fu riconvocato.
| Partito                            | Partito                            | Candidato                          | Primo turno 16 settembre 1849 | Primo turno 16 settembre 1849 | Ballottaggio 17 settembre 1849 | Ballottaggio 17 settembre 1849 |
| Partito                            | Partito                            | Candidato                          | Voti                          | %                             | Voti                           | %                              |
| ---------------------------------- | ---------------------------------- | ---------------------------------- | ----------------------------- | ----------------------------- | ------------------------------ | ------------------------------ |
|                                    | —                                  | Francesco Oneto                    | 58                            | 78,38                         | 59                             | 84,29                          |
|                                    | —                                  | Giuseppe Garibaldi                 | 16                            | 21,62                         | 11                             | 15,71                          |
|                                    |                                    |                                    |                               |                               |                                |                                |
| Iscritti                           | Iscritti                           | Iscritti                           | 507                           | 100,00                        | 507                            | 100,00                         |
| ↳ Votanti (% su iscritti)          | ↳ Votanti (% su iscritti)          | ↳ Votanti (% su iscritti)          | 93                            | 18,34                         | 70                             | 13,81                          |
| ↳ Voti validi (% su votanti)       | ↳ Voti validi (% su votanti)       | ↳ Voti validi (% su votanti)       | 74                            | 79,57                         | 70                             | 100,00                         |
| ↳ Schede non valide (% su votanti) | ↳ Schede non valide (% su votanti) | ↳ Schede non valide (% su votanti) | 19                            | 20,43                         | 0                              | 0,00                           |
| ↳ Astenuti (% su iscritti)         | ↳ Astenuti (% su iscritti)         | ↳ Astenuti (% su iscritti)         | 414                           | 81,66                         | 437                            | 86,19                          |

"Il 4 ottobre la Camera deliberò un’inchiesta sui fatti denunziati in varie proteste pervenute in proposito all'Ufficio, quantunque in principio della stessa seduta si fosse letta una lettera dell’onorevole Oneto, colla quale si dimetteva da deputato. La Camera, seguendo i precedenti, non si pronunciò sulle dimissioni offerte perché non era convalidata l'elezione. Nella tornata del 6 novembre, in seguito alle conclusioni dell'inchiesta, l'elezione venne annullata ¢ inviati gli atti al Ministero dell'interno perché provvedesse alla rettifica delle liste elettorali e censurasse o destituisse i funzionari colpevoli delle irregolarità riconosciute. — Non seguì altra elezione".

### IV legislatura
Le votazioni si svolsero in 204 collegi uninominali a doppio turno con la normativa del 1848 (al primo turno un numero di voti maggiore di un terzo degli iscritti).
| Partito                            | Partito                            | Candidato                          | Primo turno 9 dicembre 1849 | Primo turno 9 dicembre 1849 | Ballottaggio 11 dicembre 1849 | Ballottaggio 11 dicembre 1849 |
| Partito                            | Partito                            | Candidato                          | Voti                        | %                           | Voti                          | %                             |
| ---------------------------------- | ---------------------------------- | ---------------------------------- | --------------------------- | --------------------------- | ----------------------------- | ----------------------------- |
|                                    | —                                  | Marco Massone                      | 158                         | 79,80                       | 131                           | 72,38                         |
|                                    | —                                  | Damiano Sauli                      | 40                          | 20,20                       | 50                            | 27,62                         |
|                                    |                                    |                                    |                             |                             |                               |                               |
| Iscritti                           | Iscritti                           | Iscritti                           | 596                         | 100,00                      | 596                           | 100,00                        |
| ↳ Votanti (% su iscritti)          | ↳ Votanti (% su iscritti)          | ↳ Votanti (% su iscritti)          | 256                         | 42,95                       | 187                           | 31,38                         |
| ↳ Voti validi (% su votanti)       | ↳ Voti validi (% su votanti)       | ↳ Voti validi (% su votanti)       | 198                         | 77,34                       | 181                           | 96,79                         |
| ↳ Schede non valide (% su votanti) | ↳ Schede non valide (% su votanti) | ↳ Schede non valide (% su votanti) | 58                          | 22,66                       | 6                             | 3,21                          |
| ↳ Astenuti (% su iscritti)         | ↳ Astenuti (% su iscritti)         | ↳ Astenuti (% su iscritti)         | 340                         | 57,05                       | 409                           | 68,62                         |

L'onorevole Massone è morto il 25 febbraio 1850. Il collegio fu riconvocato.
| Partito                            | Partito                            | Candidato                          | Primo turno 1º aprile 1850 | Primo turno 1º aprile 1850 | Ballottaggio 4 aprile 1850 | Ballottaggio 4 aprile 1850 |
| Partito                            | Partito                            | Candidato                          | Voti                       | %                          | Voti                       | %                          |
| ---------------------------------- | ---------------------------------- | ---------------------------------- | -------------------------- | -------------------------- | -------------------------- | -------------------------- |
|                                    | —                                  | Giuliano Bollo                     | 89                         | 84,76                      | 79                         | 95,18                      |
|                                    | —                                  | Francesco Gagliardo                | 16                         | 15,24                      | 4                          | 4,82                       |
|                                    |                                    |                                    |                            |                            |                            |                            |
| Iscritti                           | Iscritti                           | Iscritti                           | 504                        | 100,00                     | 504                        | 100,00                     |
| ↳ Votanti (% su iscritti)          | ↳ Votanti (% su iscritti)          | ↳ Votanti (% su iscritti)          | 120                        | 23,81                      | 83                         | 16,47                      |
| ↳ Voti validi (% su votanti)       | ↳ Voti validi (% su votanti)       | ↳ Voti validi (% su votanti)       | 105                        | 87,50                      | 83                         | 100,00                     |
| ↳ Schede non valide (% su votanti) | ↳ Schede non valide (% su votanti) | ↳ Schede non valide (% su votanti) | 15                         | 12,50                      | 0                          | 0,00                       |
| ↳ Astenuti (% su iscritti)         | ↳ Astenuti (% su iscritti)         | ↳ Astenuti (% su iscritti)         | 384                        | 76,19                      | 421                        | 83,53                      |

L'onorevole Bollo si dimise l'11 dicembre 1851. Il collegio fu riconvocato.
| Partito                            | Partito                            | Candidato                          | Primo turno 4 gennaio 1852 | Primo turno 4 gennaio 1852 | Ballottaggio 6 gennaio 1852 | Ballottaggio 6 gennaio 1852 |
| Partito                            | Partito                            | Candidato                          | Voti                       | %                          | Voti                        | %                           |
| ---------------------------------- | ---------------------------------- | ---------------------------------- | -------------------------- | -------------------------- | --------------------------- | --------------------------- |
|                                    | —                                  | Michele Casaretto                  | 112                        | 98,25                      | 76                          | 61,79                       |
|                                    | —                                  | Giuseppe Schiaffino                | 1                          | 0,88                       | 47                          | 38,21                       |
|                                    | —                                  | Pietro Massone                     | 1                          | 0,88                       |                             |                             |
|                                    |                                    |                                    |                            |                            |                             |                             |
| Iscritti                           | Iscritti                           | Iscritti                           | 562                        | 100,00                     | 562                         | 100,00                      |
| ↳ Votanti (% su iscritti)          | ↳ Votanti (% su iscritti)          | ↳ Votanti (% su iscritti)          | 114                        | 20,28                      | 123                         | 21,89                       |
| ↳ Voti validi (% su votanti)       | ↳ Voti validi (% su votanti)       | ↳ Voti validi (% su votanti)       | 114                        | 100,00                     | 123                         | 100,00                      |
| ↳ Schede non valide (% su votanti) | ↳ Schede non valide (% su votanti) | ↳ Schede non valide (% su votanti) | 0                          | 0,00                       | 0                           | 0,00                        |
| ↳ Astenuti (% su iscritti)         | ↳ Astenuti (% su iscritti)         | ↳ Astenuti (% su iscritti)         | 448                        | 79,72                      | 439                         | 78,11                       |

Il candidato Schiaffino partecipò al ballottaggio perché maggiore di età del candidato Massone.

### V legislatura
Le votazioni si svolsero in 204 collegi uninominali a doppio turno con la normativa del 1848 (al primo turno un numero di voti maggiore di un terzo degli iscritti).
| Partito                            | Partito                            | Candidato                          | Primo turno 8 dicembre 1853 | Primo turno 8 dicembre 1853 | Ballottaggio 11 dicembre 1853 | Ballottaggio 11 dicembre 1853 |
| Partito                            | Partito                            | Candidato                          | Voti                        | %                           | Voti                          | %                             |
| ---------------------------------- | ---------------------------------- | ---------------------------------- | --------------------------- | --------------------------- | ----------------------------- | ----------------------------- |
|                                    | —                                  | Michele Casaretto                  | 125                         | 76,22                       | 144                           | 85,71                         |
|                                    | —                                  | Giovanni Battista Demarini         | 39                          | 23,78                       | 24                            | 14,29                         |
|                                    |                                    |                                    |                             |                             |                               |                               |
| Iscritti                           | Iscritti                           | Iscritti                           | 623                         | 100,00                      | 623                           | 100,00                        |
| ↳ Votanti (% su iscritti)          | ↳ Votanti (% su iscritti)          | ↳ Votanti (% su iscritti)          | 173                         | 27,77                       | 168                           | 26,97                         |
| ↳ Voti validi (% su votanti)       | ↳ Voti validi (% su votanti)       | ↳ Voti validi (% su votanti)       | 164                         | 94,80                       | 168                           | 100,00                        |
| ↳ Schede non valide (% su votanti) | ↳ Schede non valide (% su votanti) | ↳ Schede non valide (% su votanti) | 9                           | 5,20                        | 0                             | 0,00                          |
| ↳ Astenuti (% su iscritti)         | ↳ Astenuti (% su iscritti)         | ↳ Astenuti (% su iscritti)         | 450                         | 72,23                       | 455                           | 73,03                         |

### VI legislatura
Le votazioni si svolsero in 204 collegi uninominali a doppio turno dopo la modifica dei collegi della Sardegna nel 1856; venne applicata la normativa del 1848 (al primo turno un numero di voti maggiore di un terzo degli iscritti).
| Partito                            | Partito                            | Candidato                          | Primo turno 15 novembre 1857 | Primo turno 15 novembre 1857 | Ballottaggio 18 novembre 1857 | Ballottaggio 18 novembre 1857 |
| Partito                            | Partito                            | Candidato                          | Voti                         | %                            | Voti                          | %                             |
| ---------------------------------- | ---------------------------------- | ---------------------------------- | ---------------------------- | ---------------------------- | ----------------------------- | ----------------------------- |
|                                    | —                                  | Michele Casaretto                  | 135                          | 57,45                        | 205                           | 62,69                         |
|                                    | —                                  | Giovanni Battista Demarini         | 100                          | 42,55                        | 122                           | 37,31                         |
|                                    |                                    |                                    |                              |                              |                               |                               |
| Iscritti                           | Iscritti                           | Iscritti                           | 777                          | 100,00                       | 777                           | 100,00                        |
| ↳ Votanti (% su iscritti)          | ↳ Votanti (% su iscritti)          | ↳ Votanti (% su iscritti)          | 307                          | 39,51                        | 328                           | 42,21                         |
| ↳ Voti validi (% su votanti)       | ↳ Voti validi (% su votanti)       | ↳ Voti validi (% su votanti)       | 235                          | 76,55                        | 327                           | 99,70                         |
| ↳ Schede non valide (% su votanti) | ↳ Schede non valide (% su votanti) | ↳ Schede non valide (% su votanti) | 72                           | 23,45                        | 1                             | 0,30                          |
| ↳ Astenuti (% su iscritti)         | ↳ Astenuti (% su iscritti)         | ↳ Astenuti (% su iscritti)         | 470                          | 60,49                        | 449                           | 57,79                         |

### VII legislatura
Le votazioni si svolsero in 387 collegi uninominali a doppio turno. Come previsto dalla legge elettorale del 20 novembre 1859, era eletto al primo turno il candidato che «riunisce in suo favore più del terzo dei voti del total numero dei membri componenti il collegio e più della metà dei suffragi dati dai votanti presenti all'adunanza» (art. 91). Se nessun candidato era eletto, al ballottaggio tra i due candidati con più voti era eletto chi otteneva il maggior numero di voti (art. 92) o, in caso di ugual numero di voti, il maggiore d'età (art. 93).
| Partito                            | Partito                            | Candidato                          | Primo turno 25 marzo 1860 | Primo turno 25 marzo 1860 | Ballottaggio 29 marzo 1860 | Ballottaggio 29 marzo 1860 |
| Partito                            | Partito                            | Candidato                          | Voti                      | %                         | Voti                       | %                          |
| ---------------------------------- | ---------------------------------- | ---------------------------------- | ------------------------- | ------------------------- | -------------------------- | -------------------------- |
|                                    | —                                  | Michele Casaretto                  | 210                       | 91,70                     | 202                        | 99,02                      |
|                                    | —                                  | Giovanni Battista Demarini         | 19                        | 8,30                      | 2                          | 0,98                       |
|                                    |                                    |                                    |                           |                           |                            |                            |
| Iscritti                           | Iscritti                           | Iscritti                           | 876                       | 100,00                    | 876                        | 100,00                     |
| ↳ Votanti (% su iscritti)          | ↳ Votanti (% su iscritti)          | ↳ Votanti (% su iscritti)          | 238                       | 27,17                     | 204                        | 23,29                      |
| ↳ Voti validi (% su votanti)       | ↳ Voti validi (% su votanti)       | ↳ Voti validi (% su votanti)       | 229                       | 96,22                     | 204                        | 100,00                     |
| ↳ Schede non valide (% su votanti) | ↳ Schede non valide (% su votanti) | ↳ Schede non valide (% su votanti) | 9                         | 3,78                      | 0                          | 0,00                       |
| ↳ Astenuti (% su iscritti)         | ↳ Astenuti (% su iscritti)         | ↳ Astenuti (% su iscritti)         | 638                       | 72,83                     | 672                        | 76,71                      |